# Liechtenstein i olympiska vinterspelen 1992
Liechtenstein deltog med sju deltagare vid de olympiska vinterspelen 1992 i Albertville. Ingen av landets deltagare erövrade någon medalj.